# مارمولک اژدهای گردن‌سیاه
مارمولک اژدهای گردن‌سیاه (نام علمی: Acanthocercus atricollis) نام یک گونه از سرده آکانتوسرکوس است. این گونه بومی شرق آفریقا، مرکز آفریقا و جنوب آفریقاست. این گونه در بخش‌های وسیعی از جنوب شرق آفریقا، و پارک ملی کروگر در آفریقای جنوبی دیده می‌شود.

## خصوصیات
این گونه دارای ترکیب رنگی بسیار زیبا و دیدنی است. دم این گونه نسبت به اندازه بدنش کوچکتر است. عموماً سر جنس نر این گونه اندکی بزرگتر از جنس ماده‌اش است. رنگ سر این گونه آبی آسمانی، با دست‌های آبی پررنگ، پشت تقریباً خال خالی به رنگ‌های سبز، آبی و نارنجی است.

## پراکندگی
اریتره، سومالی، اتیوپی، سودان، سودان جنوبی، اوگاندا، جمهوری دموکراتیک کنگو، کنیا، تانزانیا، زامبیا، مالاوی، موزامبیک، زیمبابوه، آنگولا، بوتسوانا، نامیبیا، آفریقای جنوبی و سوازیلند محل زیست این گونه است.